# Francisco Xavier Nogueira
Francisco Xavier Nogueira (Fortaleza, 25 de março de 1825 — Santana do Acaraú, 20 de julho de 1898) foi padre e um político brasileiro.

## Biografia
Era filho do Francisco Xavier Nogueira e de Maria das Graças Nogueira. Bisneto materno de Antônio José Vitoriano Borges da Fonseca, que governou o Ceará de 1765 a 1781. Dentre os seus irmãos estão o Desembargador Paulino Nogueira e o Major Dr. Manuel Nogueira Borges.
Foi ordenado padre pelo seminário de Olinda, em 1847. Foi nomeado vigário de Icó em 04 de novembro de 1849; vigário colado de Santana do Acaraú, permanecendo até 20 de julho de 1851.
Na vida pública, foi vereador eleito para a Câmara Municipal de Fortaleza, em 1851. Deputado estadual pelo Ceará, do qual foi Presidente da Assembleia Legislativa em várias legislaturas.
Recebeu a Ordem de Cristo no grau de Cavaleiro pelo Governo Imperial, por serviços relevantes prestados à causa pública e à religião, em 26 de julho de 1871.
A história de sua família está escrita no livro "Saudosa Memória de uma família pioneira" do jornalista Lidenilson Delfino, seu primo de quinto grau.